# Resolutie 772 Veiligheidsraad Verenigde Naties
Resolutie 772 van de Veiligheidsraad van de Verenigde Naties werd op 17 augustus 1992 met unanimiteit aangenomen. De Veiligheidsraad stemde in met het sturen van waarnemers naar Zuid-Afrika om toe te zien op het Nationaal Vredesakkoord dat daar was gesloten in het kader van de afschaffing van de apartheid. Secretaris-generaal Boutros Boutros-Ghali stuurde de UNOMSA-missie met vijftig waarnemers.

## Achtergrond
Na de Tweede Wereldoorlog werd in Zuid-Afrika het apartheidssysteem ingevoerd, waarbij blank en zwart volledig van elkaar gescheiden moesten leven maar die eersten wel bevoordeeld werden. Het ANC, waarvan ook Nelson Mandela lid was, was fel tegen dit systeem gekant. Ook in de rest van de wereld werd het afgekeurd, wat onder meer tot sancties tegen Zuid-Afrika leidde. 
In 1994 werd de apartheid afgeschaft en werden verkiezingen gehouden, waarop Mandela president werd.

## Inhoud
De Veiligheidsraad:
- herinnert aan resolutie 765;
- heeft het rapport van secretaris-generaal Boutros Boutros-Ghali over de situatie in Zuid-Afrika in beschouwing genomen;
- is vastberaden de Zuid-Afrikanen te helpen in hun strijd voor een niet-raciale democratische samenleving;
- weet dat zij verwachten dat de Verenigde Naties zullen helpen bij het hervatten van de onderhandelingen;
- denkt aan de zaken van belang verwant aan het geweld, waaronder wapens, de rol van de veiligheidsdiensten, de afhandeling van misdaden, massabetogingen en het gedrag van politieke partijen;
- denkt verder aan de nood om de onder het Nationaal Vredesakkoord opgezette mechanismen te versterken;
- is vastberaden om het geweld mee te helpen stoppen;
- benadrukt in dat verband dat het belangrijk is dat alle partijen meewerken aan de hervatting van de onderhandelingen;

1. waardeert het rapport van de secretaris-generaal;
2. waardeert de medewerking van alle partijen aan de speciale vertegenwoordiger van de secretaris-generaal;
3. roept Zuid-Afrika en alle partijen op de aanbevelingen in het rapport van de secretaris-generaal snel uit te voeren;
4. machtigt de secretaris-generaal om VN-waarnemers te sturen om toe te zien op de zaken die van belang zijn (zie paragraaf °V);
5. nodigt de secretaris-generaal uit om te helpen met het versterken van de structuren opgezet met het Nationaal Vredesakkoord;
6. vraagt de secretaris-generaal om het kwartaal te rapporteren over de uitvoering van deze resolutie;
7. roept alle betrokkenen op samen te werken met de waarnemers;
8. nodigt internationale organisaties uit om ook waarnemers te sturen;
9. besluit om op de hoogte te blijven totdat Zuid-Afrika democratisch, niet-raciaal en verenigd is.

## Verwante resoluties
- Resolutie 643 Veiligheidsraad Verenigde Naties
- Resolutie 765 Veiligheidsraad Verenigde Naties
- Resolutie 894 Veiligheidsraad Verenigde Naties (1994)
- Resolutie 919 Veiligheidsraad Verenigde Naties (1994)

Lijst ·  726 ·  727 ·  728 ·  729 ·  730 ·  731 ·  732 ·  733 ·  734 ·  735 ·  736 ·  737 ·  738 ·  739 ·  740 ·  741 ·  742 ·  743 ·  744 ·  745 ·  746 ·  747 ·  748 ·  749 ·  750 ·  751 ·  752 ·  753 ·  754 ·  755 ·  756 ·  757 ·  758 ·  759 ·  760 ·  761 ·  762 ·  763 ·  764 ·  765 ·  766 ·  767 ·  768 ·  769 ·  770 ·  771 ·  772 ·  773 ·  774 ·  775 ·  776 ·  777 ·  778 ·  779 ·  780 ·  781 ·  782 ·  783 ·  784 ·  785 ·  786 ·  787 ·  788 ·  789 ·  790 ·  791 ·  792 ·  793 ·  794 ·  795 ·  796 ·  797 ·  798 ·  799